# NGC 1507
NGC 1507 je galaksija u zviježđu Eridanu.

## Vanjske poveznice
- SEDS: NGC 1507